# The Green-Eyed Monster
The Green-Eyed Monster er en amerikansk stumfilm fra 1916 af J. Gordon Edwards.

## Medvirkende
- Robert B. Mantell som Raimond de Mornay.
- Genevieve Hamper som Claire.
- Stuart Holmes som Louis de Mornay.
- Pauline Barry.
- Henry Leone.